# 2003年ウィンブルドン選手権
2003年 ウィンブルドン選手権（2003ねんウィンブルドンせんしゅけん、The Championships, Wimbledon 2003）は、イギリス・ロンドン郊外にある「オールイングランド・ローンテニス・アンド・クローケー・クラブ」にて、2003年6月23日から7月6日にかけて開催された。

## シニア

### 男子シングルス
ロジャー・フェデラー def.  マーク・フィリプーシス, 7–6(5), 6–2, 7–6(3)
- フェデラーは、スイス出身のテニス選手として最初の4大大会優勝者になった。

### 女子シングルス
セリーナ・ウィリアムズ def.  ビーナス・ウィリアムズ, 4–6, 6–4, 6–2
- 2年連続2度目、通算6度目の「ウィリアムズ姉妹対決の決勝」が行われ。妹のセリーナが大会2連覇を果たした。

### 男子ダブルス
ヨナス・ビョークマン /  トッド・ウッドブリッジ def.  マヘシュ・ブパシ /  マックス・ミルヌイ, 3-6, 6-3, 7-6(4), 6-3

### 女子ダブルス
杉山愛 /  キム・クライシュテルス def.  ビルヒニア・ルアノ・パスクアル /  パオラ・スアレス, 6-4, 6-4
- 杉山とクライシュテルスの組が全仏オープンに続く4大大会女子ダブルス連続優勝を達成した。日本人がウィンブルドンで優勝するのは1975年の沢松和子以来28年ぶり。

### 混合ダブルス
リーンダー・パエス /  マルチナ・ナブラチロワ def.  アンディ・ラム /  アナスタシア・ロディオノワ, 6-3, 6-3
- ナブラチロワは、1995年の混合複優勝以来8年ぶりのウィンブルドン・タイトルを獲得した。これでナブラチロワのウィンブルドン選手権優勝回数は、女子シングルス9勝（歴代1位）+女子ダブルス7勝+混合ダブルス4勝＝総計20勝（ビリー・ジーン・キング夫人と並ぶ歴代1位タイ）となった。

## ジュニア

### 男子シングルス
フロリン・メルゲア def.  クリス・グシオネ, 6-2, 7-6(3)

### 女子シングルス
キルステン・フリプケンス def.  アンナ・チャクベタゼ, 6-4, 3-6, 6-3

### 男子ダブルス
フロリン・メルゲア /  ホリア・テカウ def.  アダム・フィーニー /  クリス・グシオネ, 7-6(4), 7-5

### 女子ダブルス
アリサ・クレイバノワ /  サニア・ミルザ def.  Katerina Bohmova /  ミハエラ・クライチェク, 2-6, 6-3, 6-2